# Gaios
Gaios (altgriechisch Γάϊος, lateinisch Gaius; * vermutlich um 75; † wohl nach 130) war ein antiker Philosoph. Er war Platoniker und gehörte zu den maßgeblichen Vertretern des Mittelplatonismus.

## Leben
In der Forschung ist vermutet worden, dass Gaios um 75 geboren wurde, doch ist diese Annahme sehr unsicher. Über seine Herkunft, Jugend und Ausbildung sowie über seine Wirkensstätte ist nichts bekannt. Da sein Schüler Albinos um die Mitte des 2. Jahrhunderts bereits ein berühmter Lehrer war und weitere Schüler schon früher Unterricht erteilten, ist davon auszugehen, dass Gaios’ Lehrtätigkeit in die erste Jahrhunderthälfte fällt.
Eine Inschrift aus Delphi, die in den späten zwanziger oder frühen dreißiger Jahren des 2. Jahrhunderts angefertigt wurde, bezeugt, dass einem Philosophen Gaios, Sohn des Xenon, das dortige Bürgerrecht sowie weitere Ehren und Rechte verliehen wurden; auch seine Kinder erhielten das Bürgerrecht. Wahrscheinlich handelt es sich um den bekannten Mittelplatoniker. Eine andere Inschrift, die um die Mitte des 2. Jahrhunderts entstand, berichtet von der Verleihung des delphischen Bürgerrechts an eine Gruppe von vier Platonikern, darunter Bakchios von Paphos, der als Adoptivsohn des Gaios bezeichnet wird. Die Annahme, dass dieser Gaios mit dem Lehrer des Albinos gleichzusetzen ist, liegt nahe; wenn sie zutrifft, ist davon auszugehen, dass der Adoptivsohn nicht bereits in die Bürgerrechtsverleihung an Gaios und dessen damals vorhandene (leibliche) Kinder einbezogen war.

## Werke und Lehre
Es sind keine Werke des Gaios erhalten geblieben und auch keine Titel überliefert. Sein Schüler Albinos fertigte eine Sammlung von Nachschriften aus seinem Unterricht an, die jedoch verloren ist. Ein aus elf Büchern bestehender Teil dieser Sammlung war als „Grundzüge (hypotypóseis) der platonischen Lehren“ betitelt. Bei Albinos’ erhaltener „Einführung in Platons Dialoge“ kann es sich um eine Nachschrift aus einer Lehrveranstaltung des Gaios handeln. Dass Gaios Platon-Kommentare schrieb, ist möglicherweise einer Bemerkung des Neuplatonikers Porphyrios zu entnehmen, die sich allerdings vielleicht auf Albinos’ Nachschriftensammlung bezieht und in diesem Fall nicht als Beleg für die Existenz solcher Kommentare dienen kann. Generell sind Bezugnahmen auf Gaios in späterer antiker Literatur keine Beweise für direkte Benutzung von dessen eigenen Werken, da sie auch auf Kenntnis der Nachschriftensammlung beruhen können; es ist möglich, dass Gaios überhaupt keine Schriften hinterlassen hat.
Viel Anklang fand in der älteren Forschung die 1905 von Tadeusz Sinko vorgetragene Hypothese, dass die Lehren einer „Schule des Gaios“ aus erhaltenen Werken von Platonikern dieser Richtung rekonstruierbar seien. Damals zählte man nicht nur – historisch korrekt – Albinos zu den Schülern des Gaios, sondern man identifizierte auch irrtümlich den Verfasser der mittelplatonischen Lehrschrift Didaskalikos mit Albinos und betrachtete dieses Werk daher zu Unrecht als Quelle für die Lehren der Schule des Gaios. Auch in einem anonym überlieferten Kommentar zu Platons Dialog Theaitetos und in der Schrift De Platone et eius dogmate des Apuleius glaubte man den Einfluss dieser Schule erkennen zu können. Nach der heute herrschenden Auffassung ist jedoch kein direkter Zusammenhang zwischen dem Didaskalikos, dessen wirklicher Autor der Mittelplatoniker Alkinoos war, und dem Unterricht des Gaios ersichtlich, und auch für die Einordnung der Werke des Theaitetos-Kommentators und des Apuleius in die Lehrtradition des Gaios fehlen überzeugende Belege.
Aus einer nur fragmentarisch überlieferten Darlegung des Albinos geht hervor, dass Gaios Platons Aussagen teils als Tatsachenbehauptungen einstufte, teils nur als Annäherungen an die Wahrheit. Gaios meinte, das Ausmaß der Genauigkeit und Klarheit der Äußerungen Platons sei von der Art des jeweiligen Themas abhängig.

## Rezeption
Gaios’ Adoptivsohn Bakchios von Paphos ist wahrscheinlich mit dem gleichnamigen Philosophen, welcher der erste Philosophielehrer des künftigen Kaisers Mark Aurel war, gleichzusetzen.
Der berühmte Arzt Galenos erhielt seine Ausbildung in platonischer Philosophie bei zwei Schülern des Gaios: zunächst in den vierziger Jahren des 2. Jahrhunderts bei einem nicht namentlich bekannten Philosophen in seiner Heimatstadt Pergamon und später bei Albinos in Smyrna.
In der Schule Plotins, des Begründers des Neuplatonismus, in Rom war Gaios einer der Mittelplatoniker, deren Lehren zum Unterrichtsstoff gehörten.
Noch in der Spätantike hatte Gaios’ Name einen guten Klang; der berühmte Neuplatoniker Proklos zählte ihn zu den bedeutendsten Platonikern. Eine anonym überlieferte spätantike Liste (Canones) empfohlener Autoren nennt ihn an erster Stelle in der Aufzählung der „besonders nützlichen“ Erklärer von Platons Philosophie. Noch im 6. Jahrhundert waren die Aufzeichnungen des Albinos aus dem Unterricht des Gaios zugänglich: Der Neuplatoniker Priskianos Lydos erwähnte, dass er sie heranzog.